# Водно-шламове господарство
Водно-шламове господарство (рос. водношламовое хозяйство, англ. water slurry circuit, coal preparation facilties, нім. Wasserschlammwirtschaft f, Wasser- und Schlam-mwirtschaft f einer Aufbereitungslage f) — сукупність машин, апаратів, споруд та транспортних і допоміжних засобів для вловлювання, згущення і зневоднення шламів та прояснення оборотної води; виробничий підрозділ (цех або відділення) збагачувальної фабрики. В.-ш.г. — технол. комплекс водопостачання, обробки стічних і оборотних вод, а також шламів і дрібних відходів (хвостів) збагачення. Діє на збагач. ф-ках, що застосовують мокрі методи збагачення.

## Загальний опис
На установках В.-ш.г. досягається прояснення (відстоювання) і очищення вод, згущення, зневоднення і складування шламів і відходів збагачення, вилучення з шламів цінних компонентів. На ф-ках, що збагачують вугілля для коксування, виділяють три осн. типи схем В.-ш. г.(водно-шламових схем): одно- і двостадійні, комбіновані.
Одностадійна схема застосовується для ф-к, що витрачають не більше 2 м3 води на 1 т вугілля, що збагачується; шламова вода після видалення з неї часток вугілля крупністю більше 0,5 мм, надходить на флотацію без попереднього згущення.
При двостадійних схемах вся шламова вода після класифікації твердої фази надходить у згущувач; на флотацію подається згущений продукт, а злив згущувача повертається в технол. цикл гравітац. відділення. Недоліки схеми пов'язані з розміщенням апаратів прояснення оборотної води на значній виробничій площі. 
Найперспективніші комбінов. схеми, в яких перед флотацією згущується тільки частина шламової води, що дозволяє забезпечити оптим. густину пульпи. У всіх технол. схемах флотація — обов'язкова ланка В.-ш.г. Концентрат флотації зневоднюється, суспензія відходів флотації згущується, відходи ущільнюються або зневоднюються, прояснена вода повертається в технол. процес або спрямовується в зовнішні водні об'єкти, як правило, після поперед. очищення. За такою ж схемою обробляються шламові води ф-к, що збагачують енергетичне вугілля. На фабриках, що збагачують вугілля, руди чорних і кольорових металів, а також гірничохім. сировину мокрим магнітним або флотаційним збагаченням, В.-ш.г.- включає також системи водообороту. Сер. витрата води на 1 т гірн. маси для вугілля і горючих сланців (включаючи оборотну воду) 3-4 м3, для зал. руди в залежності від методів збагачення — 6-14 м3, для апатитової — 5 м3. Згущення відходів збагачення або незбагачених шламів проводиться до макс. концентрації суспензії, при якій можливе її гідравлічне транспортування до хвостосховища. Процеси прояснення води, зневоднення шламів і дрібних відходів збагачення інтенсифікують добавками коагулянтів, високомолекулярних флокулянтів, ПАР. Ємкість мулонакопичувачів вуглезбагач. ф-к розраховують на 10 років; на рудних збагач. ф-ках хвостосховища розраховуються на 10-20 років безперервної роботи. У схемах В.-ш.г. передбачається запобігання забрудненню відходами збагачення ґрунтових і поверхневих вод, земельних угідь, прилеглих до хвостосховищ. Широко використовуються схеми В.-ш.г. з замкненими загальнофабричними або локальними циклами оборотного водопостачання.